# 站前停留場

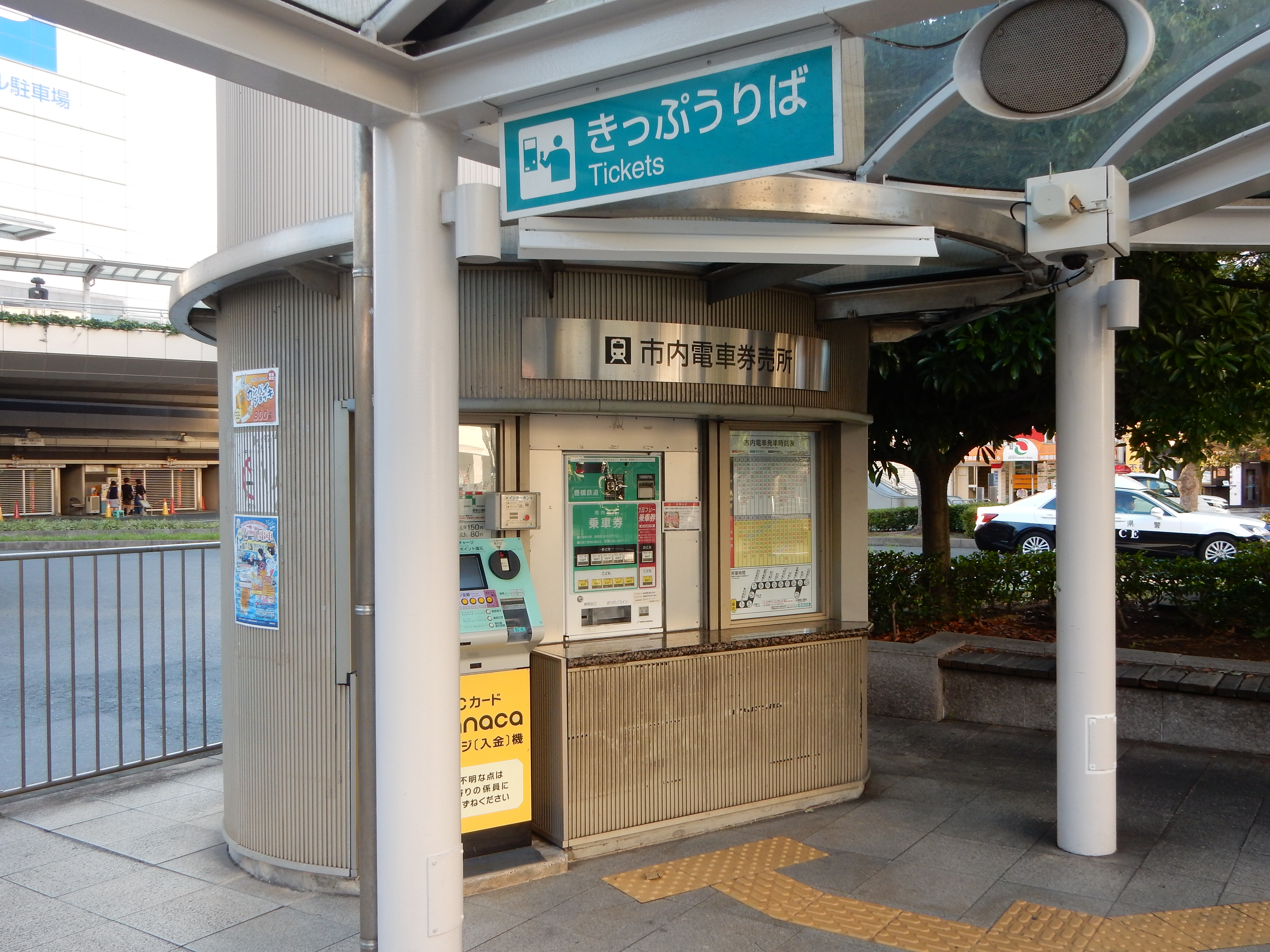
自動售票機(2017年9月)

站前停留場（日语：／ Ekimae teiryūjō */?）是位於日本愛知縣豐橋市花田町西宿，由路面電車業者豐橋鐵道所擁有的電車站。站前停留場是豐橋鐵道所屬的電車路線東田本線之起點車站，車站編號為「1」。電車站名中的「站前」實際上指的是由東海旅客鐵道（JR東海）與名古屋鐵道（名鐵）所共用的豐橋車站。
雖然在日本全國各地存在有許多被命名為「某某站前」的電車站，但唯一一個真正只稱為「站前」卻沒有標上是哪個車站站前的，只有此地一處。不過，為了方便乘客，電車駕駛在進站之前所進行的車內廣播中，通常還是會用「豐橋車站前」（豊橋駅前）來稱呼本站。
除了站前車站外，豐橋鐵道在鄰近地區還擁有一個鐵路車站，新豐橋車站。該站是渥美線的起點車站，但由於並非相同的路線系統（一為電車線一為鐵路線），兩條路線實際上並沒有相連，必須以步行方式轉乘。

## 相鄰車站
豐橋鐵道
東田本線
站前（1）－站前大通（2）